# カスターノ・プリーモ
カスターノ・プリーモ（伊: Castano Primo）は、イタリア共和国ロンバルディア州ミラノ県にある、人口約11,000人の基礎自治体（コムーネ）。

## 地理

### 位置・広がり

#### 隣接コムーネ
隣接するコムーネは以下の通り。括弧内のVAはヴァレーゼ県、NOはノヴァーラ県所属を示す。
- ブスカーテ
- カーメリ (NO)
- クッジョーノ
- ロナーテ・ポッツォーロ (VA)
- マニャーゴ
- ノザーテ
- ロベッケット・コン・インドゥーノ
- トゥルビーゴ
- ヴァンザゲッロ

### 地震分類
イタリアの地震リスク階級 (it) では、4 に分類される
。